# Festival di Tindari
Il Festival di Tindari, uno dei più antichi d'Italia e, chiaramente, della Sicilia, nasce nel 1956, con la riapertura al pubblico, dopo secoli di silenzio scenico, del Teatro Greco Romano di Tindari e la rappresentazione dell'Aiace di Sofocle, per la regia di Michele Stilo che si avvalse della fervente collaborazione di giovani universitari pattesi il cui intento fu quello di creare una permanente serie di spettacoli legati alla drammaturgia classica.
Negli anni il festival è diventato uno degli eventi più seguiti della stagione estiva siciliana ospitando il meglio del teatro italiano, della musica nazionale e internazionale e aprendosi a collaborazioni con i maggiori teatri italiani di lirica e prosa; a Tindari sono stati ospiti i nomi più prestigiosi del teatro e della musica: Salvo Randone, Paola Borboni, Alberto Lupo, Turi Ferro, Virginio Gazzolo, Vanessa Redgrave, Renato Carosone, Gianrico Tedeschi, Andrea Bosic, Lia Angeleri, Mario Bardella, Enrico De Sanctis, Giuseppe Fortis, Gabriella Genta e tanti altri ancora.
Gli spettacoli a Tindari, che si tengono prevalentemente nei mesi di luglio e agosto, nel tempo hanno assunto sempre più le caratteristiche di un vero e proprio festival, sin dalla prima direzione artistica di Massimo Piparo (1995), articolandosi in svariate tipologie di rappresentazioni che vanno dalla danza alla prosa, dalla musica classica a quella d'autore.
Dal 1996 al 2000 è Paolo Gazzara ad assumere la guida del festival. Nel 2004 la rassegna è stata arricchita da una nuova sezione dedicata al teatro di ricerca.
La rassegna, organizzata dalla Città di Patti e dall'Assessorato Regionale del Turismo, è inserita nel calendario regionale delle manifestazioni e, dal 2012, assume il nome ufficiale di Tindari Festival sotto la direzione artistica di Anna Ricciardi che ha inserito una sezione di musica lirica e la sezione "Palcoscenico Aperto" con la rappresentazione di alcuni spettacoli anche in altri luoghi storico-monumentali della città di Patti.
Nel 2018 si aggiunge anche uno speciale evento, Tyndaris Augustea, riconosciuto nel 2019 come evento di grande richiamo turistico: si tratta di un evento teatrale itinerante che si svolge all'interno del Parco Archeologico di Tindari ed ha come tema conduttore il racconto mitico della Tindari Antica.